# Maison Vauban
La maison Vauban est située en France dans la commune de Saint-Léger-Vauban, dans le département de l'Yonne en Bourgogne-Franche-Comté.
Créée en 1996, elle est la 3e maison à thème du réseau de l'écomusée du Morvan, consacrée au maréchal de Vauban natif du village.

## Présentation
En 1980 est fondée l'association Les Amis de la maison Vauban. Elle installe d'abord une exposition dans une ancienne salle de classe de Saint-Léger.
En 1996, le musée actuel s'installe dans l'ancienne maison de l'architecte et sculpteur Marc Hénard (1919-1992) située sur la place du village, en face de la statue de Vauban.
Le musée comporte une boutique et quatre salles, dont une salle de projection qui présente un DVD sur la vie et l'œuvre de Vauban.

## Vauban: une des grandes figures du Morvan

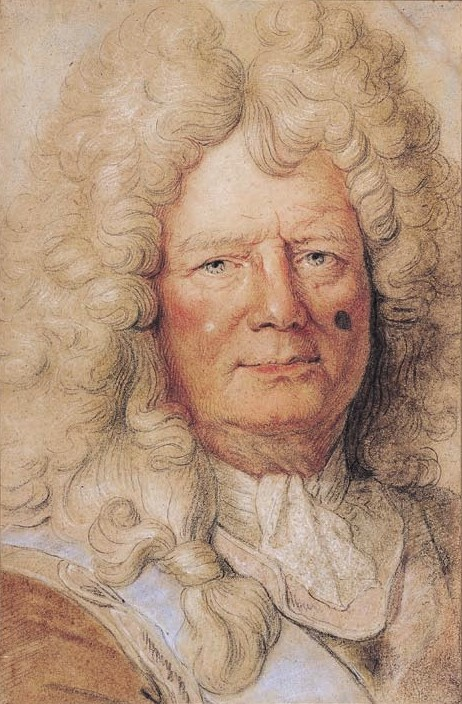
Portrait de Vauban
par Hyacinthe Rigaud (1659 - 1743)

La maison Vauban fait découvrir les multiples facettes de Sébastien Le Prestre de Vauban : l'ingénieur et architecte militaire, l'expert en poliorcétique, l'urbaniste, l'ingénieur hydraulicien, l'essayiste (notamment avec l'impression sans autorisation de La Dîme royale)…
Enfant du village, né en 1633 à Saint-Léger de Foucherêt, il est resté toute sa vie attaché au Morvan et à sa terre natale. Il achète en 1675 le château de Bazoches, non loin de Saint-Léger, pour en faire sa demeure familiale et y installer ses ingénieurs militaires. C'est en 1867, par décret impérial, que Saint-Léger devient Saint-Léger-Vauban.